# Suva Football Association
Suva Football Association (conhecido como "Suva FC") é um clube de futebol com sede em Suva, Fiji. Disputa o Campeonato Fijiano de Futebol, equivalente a primeira divisão nacional.

## Elenco atual
Elenco formado para a disputa da Liga dos Campeões da OFC de 2014–15.
Nota: Bandeiras indicam equipe nacional, conforme definido pelas regras de elegibilidade da FIFA. Os jogadores podem ter mais de uma nacionalidade não-FIFA.
| N.º |                | Posição | Jogador               |
| --- | -------------- | ------- | --------------------- |
| 1   | Fiji           | G       | Ulaiasi Tamanisau     |
| 2   | Fiji           | D       | Dave Radrigai         |
| 3   | Fiji           | M       | Noa Tuiwainikai       |
| 4   | Fiji           | D       | Jale Dreloa           |
| 5   | Espanha        | D       | Adrian Garrido Medina |
| 6   | Fiji           | M       | Nickel Chand          |
| 7   | Fiji           | M       | Pita Rabo             |
| 8   | Fiji           | A       | Inia Boko             |
| 9   | Fiji           | M       | Esava Naqeleca        |
| 10  | Estados Unidos | A       | Abdulwali Aman        |
| 11  | Fiji           | A       | Maciu Dunadamu        |

| N.º |         | Posição | Jogador             |
| --- | ------- | ------- | ------------------- |
| 12  | Fiji    | D       | Tomasi Uculoa       |
| 13  | Fiji    | D       | Poasa Bainivalu     |
| 14  | Fiji    | A       | Rusiate Matarerega  |
| 15  | Fiji    | D       | Waisake Navunigasau |
| 16  | Fiji    | M       | Shahil Dave         |
| 17  | Fiji    | D       | Kolinio Sivoki      |
| 18  | Fiji    | M       | Altaaf Sahib        |
| 19  | Espanha | M       | George Jermy        |
| 20  | Fiji    | D       | Leone Damudamu      |
| 21  | Fiji    | A       | Sakaria Naisua      |
| 22  | Fiji    | G       | Emori Ragata        |

## Títulos
- Campeonato Fijiano de Futebol: 1996, 1997, 2014, 2020
- Campeonato Interdistrital: 1940, 1945, 1946, 1948, 1951, 1952, 1954, 1956, 1960, 1981, 1983, 2012, 2014
- Batalha dos Gigantes: 1982, 1988, 1995
- Torneio Copa Associação de Futebol de Fiji: 1995, 2012